# 젤레니 클린

녹우크라이나의 국기.

녹우크라이나의 영토.

젤레니 클린(우크라이나어: Зелений клин, 러시아어: Зелёный Клин 젤료니 클린[*], 영어: Zeleny Klyn),  젤레나 우크라이나(우크라이나어: Зелена Україна), 또는 트란스케세이(우크라이나어: Закитайщина 자키타이슈치나[*])는 아무르강과 태평양 사이 러시아 극동 지역에 있었던 우크라이나계 국가의 이름이다. 1917년 러시아 혁명 이후 우크라이나 극동 공화국이라는 이름으로 처음 수립되었다.

## 역사
젤레니 클린 지역은 극동 지역의 우크라이나계 러시아인 정착지였다. 이곳엔 우크라이나인들이 대규모로 정착하여 1897년 기준으로 우크라이나인이 프리모르스키 주 전체 인구의 15%를 차지하였다.
1917년 초엔 블라디보스토크를 중심으로 우크라이나 민족운동이 활발하게 전개되고 있었으며, 러시아 혁명의 여파로 율리우스력 1917년 6월 11일(그레고리력 1917년 6월 24일) 우수리스크에서 극동 지역 전우크라이나인 1차 총회의가 열렸다. 이 첫 총회에서 "러시아 정부의 러시아화 정책과 우크라이나 민족활동 탄압으로부터 빠져나오기 위해 과거 우크라이나국의 민족의식을 위하여" 우크라이나인 사이 선전활동을 강화하여 우크라이나어 신문 발행(최초의 우크라이나어 신문인 《우크라이네츠》(Українець) 발간), 우크라이나 문제에 대한 강연, 우크라이나어 도서관 및 학교 건설 등에 대한 방안이 통과되었다.
1918년 1월 열린 극동 지역 전우크라이나인 2차 총회의에서는 대우크라이나주의를 주창하며 우크라이나가 독립 국가가 된다면 젤레니클린도 같이 러시아로부터 독립할 수 있다고 발언하였다. 젤레니클린의 인구 거의 대부분이 우크라이나인임을 감안하여 "모든 우크라이나인을 보호하기 위해" 우크라이나 인민공화국과 협력해야 하며 독립도 해야한다고 말했다. 1918년 4월에 열린 3차 총회에서는 이제 녹우크라이나군 설립을 발표하며 정식으로 우크라이나 극동 공화국으로 독립을 선포하였다. 그러나, 러시아 내전의 혼란 속에 1918년 만주의 우크라이나인 의회도 협력을 하였으나 1918년 이후 연합국의 간섭이 시작되었고, 1920년엔 볼셰비키의 사주를 받은 극동 공화국이 수립되면서 갈등을 빚었다. 결국 1922년 10월 22일 일본군이 완전 철수하며 볼셰비키군이 침공, 1922년 11월 10일 볼셰비키가 극동 공화국 의회에게 소련과 병합하는 결의안을 통과하기를 강요, 통과되면서 우크라이나 극동 공화국이 멸망하였다. 멸망과 함께 극동 지역의 우크라이나인 활동가 및 정부 고위공무원은 전원 체포, 재산이 몰수당했다.

## 녹우크라이나의 의장
- 1918년 6월 - 1919년 : 유리 흘루시코모바 (초대)
- 1920년 1월 - 1922년 : 유리 흘루시코모바 (2대)

## 같이 보기
- 연합군의 러시아 내전 개입
- 극동 공화국
- 우크라이나계 러시아인